# West-Surinameplan

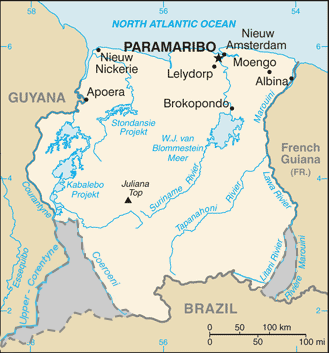
Het plan voor een dam in de Kabalebo staat al ingetekend op deze kaart van de CIA.

Het West-Surinameplan was een economisch ontwikkelingsproject in het westen van Suriname.
Het plan behelst onder meer het winnen van bauxiet in het Bakhuisgebergte, het bouwen van stuwdammen en waterkrachtcentrales in de Kabaleborivier nabij de Avanaverovallen (het Kabaleboproject) en in de Nickerierivier (het Stondansieproject), en het aanleggen van een overslaghaven in Apoera. Geestelijk vader van het project was de voormalige Surinaamse minister van opbouw Frank Essed.
Met een deel van het geld dat bij de onafhankelijkheid van Suriname door Nederland in 1975 ter beschikking was gesteld op grond van een integraal ontwikkelingsplan, werd begonnen aan de uitvoering van het West-Surinameplan. In het kader van dit plan werd van 1976 tot 1980 de spoorlijn Bakhuisgebergte - Apoera aangelegd, van het inheemse dorp Apoera naar het Bakhuisgebergte, ten behoeve van bauxietwinning. Het personeel van de aannemers van deze spoorlijn verbleef in het speciaal aangelegde Kamp 52.
Na de Sergeantencoup van 1980 en het bevriezen van de financiering door Nederland is het project uiteindelijk gestaakt, waardoor de spoorweg nooit is gebruikt. In een veel eerder stadium was al duidelijk dat uitvoering van het project door onder andere gedaalde prijzen van bauxiet op de wereldmarkt waarschijnlijk verliesgevend zou worden. Later werd door maatschappijen als BHP Billiton weer belangstelling getoond voor de bauxiet in het Bakhuisgebergte, maar dit heeft niet geresulteerd in concrete ingebruikname van de spoorlijn.